# Said Chaibullowitsch Kjamilew
Said Chaibullowitsch Kjamilew (russisch Саид Хайбуллович Кямилев, auch Said Hibatullah Kyamilev transkribiert; * 22. Mai 1937 in Moskau) ist ein russischer Arabist und Orientalist. Er ist der Direktor des Instituts der Islamischen Zivilisation (russisch Институт исламской цивилизации / Institut islamskoi ziwilisazii) in Moskau, einer Nichtregierungsorganisation, welche die wissenschaftliche Forschung und Popularisierung von Wissen über den Islam in Russland und der GUS zum Ziel hat.
Kjamilew studierte am Moskauer Institut für Internationale Beziehungen und promovierte 1966 am Moskauer Institut für Orientforschung der Russischen Akademie der Wissenschaften, wo er an der Abteilung für Arabistik und Islamwissenschaft zu arbeiten begann.
Das Institut der Islamischen Zivilisation eröffnete 1997 in Kooperation mit der Staatlichen Pädagogischen Universität Moskau (MPSU) und der Islamischen Organisation für Bildung, Wissenschaft und Kultur (ISESCO) eine auf Arabistik und Islamwissenschaft spezialisierte Abteilung, die er leitet.
Er ist einer der Senior Fellows des Königlichen Aal al-Bayt Instituts für islamisches Denken (Royal Aal Al-Bayt Institute for Islamic Thought) und seit 2001 ist er Mitglied des Supreme Council for Education, Science and Culture in the West der ISESCO.
Er war einer der 138 Unterzeichner des offenen Briefes Ein gemeinsames Wort zwischen Uns und Euch (engl. A Common Word Between Us & You), den Persönlichkeiten des Islam an „Führer christlicher Kirchen überall“ (engl. "Leaders of Christian Churches, everywhere …") sandten (13. Oktober 2007).